# Preußischer Philologenverband
Der Preußische Philologenverband war ein deutscher Dachverband für Berufsvereine von Philologen.
Auf Länderebene schlossen sich Philogen im Jahre 1872 in Ostpreußen, Westpreußen und Berlin zusammen, 1873 in Brandenburg, Pommern, Schlesien und Hessen-Nassau mit Waldeck. 1883 wurden der Sächsische Philologenverein und der Rheinische Provinzialverein akademisch gebildeter Lehrer an Höheren Schulen gegründet. 1884 folgten die Philologenvereine Schleswig-Holstein, Hannover, Westfalen und Lippe und 1885 Posen. 
Am 2. April 1880 kam es zur Gründung der Preußischen Delegiertenkonferenz, der sich bis 1885 alle Verbände anschlossen. Ab 1920 nannte sich die Konferenz Preußischer Philologenverband mit ständigem Sitz in Berlin. 